# Pusiola melemona
Pusiola melemona là một loài bướm đêm thuộc phân họ Arctiinae, họ Erebidae.